# Busogo (Sektor)
Busogo ist einer von 15 Sektoren im Distrikt Musanze in der Nordprovinz von Ruanda.

## Geographie
Busogo hat eine Fläche von 20,1 km² und liegt auf einer Höhe von etwa 2210 m. Der Sektor unterteilt sich in die vier Zellen Gisesero, Kavumu, Nyagisozi und Sahara. Nachbarsektoren sind im Nordosten Kimonyi, im Südosten Nkotsi, im Süden Kintobo, im Südwesten Mukamira und im Nordwesten Gataraga.

## Bevölkerung
Nach der Volkszählung von 2022 betrug die Einwohnerzahl 28.264 Einwohner. Zehn Jahre zuvor waren es 21.512, was einem jährlichen Bevölkerungszuwachs von 2,8 Prozent zwischen 2012 und 2022 entspricht.

## Verkehr
Durch den Sektor verläuft die asphaltierte Nationalstraße 2.